# Cirque de Barroude
Pour les articles homonymes, voir Barroude (homonymie).
Le cirque de Barroude, ou muraille de Barroude, est un cirque naturel d'origine glaciaire situé dans le département des Hautes-Pyrénées en région Occitanie.

## Toponymie
En occitan, barroude dérive de  barris, barrat signifiant lieu fermé délimité de toutes parts, dont l’accès est interdit par des barres rocheuses, ou par des pentes et des sommets difficilement accessibles.

## Géographie
Le cirque se trouve au lieu-dit de Barroude et dépend du territoire de la commune d'Aragnouet.
Il sépare Barroude et le cirque de Troumouse.